# Jean-Luc Schaffhauser
Jean-Luc Schaffhauser, né le 17 décembre 1955 à Cambrai (Nord), est un homme politique français. Ancien consultant pour le Groupe Dassault et pour Thales en Russie, proche du Rassemblement national et de l'Opus Dei, il est député européen de 2014 à 2019, et entretient des liens avec la Russie de Vladimir Poutine.

## Biographie

### Parcours politique
Ancien professeur de philosophie auxiliaire (IPES), et ancien cadre territorial, Jean-Luc Schaffhauser a d'abord été un militant écologiste et tiers mondiste (il expliquait en 1993 dans un dialogue avec le philosophe et essayiste Bernard Ibal, avoir avec des amis créé l'IRCOD (Institut Régional de Coopération-Développement) en 1986 en Alsace, pour « promouvoir la coopération internationale et le développement durable en mobilisant les compétences techniques locales. L'IRCOD soutient des initiatives dans divers domaines, tels que l'accès à l'eau potable, l'assainissement, et le développement local, notamment en Afrique, en Haïti et en Algérie) », puis il s'est rapproché de Marcel Rudloff[réf. nécessaire]. Il a été un collaborateur de Bernard Stasi, puis de Marcel Rudloff. Devenu consultant sur les questions stratégiques européennes, il a travaillé entre 2000 et 2008 pour Dassault Aviation.[réf. nécessaire] Il a créé en 1990 un groupe dit Forum Démocratique Européen (FDE)
Candidat MRP (parti créé par Jean-Luc Schaffhauser, sans lien avec le MRP historique) aux élections législatives à Strasbourg 1 en 2007, il obtient un score de 0,6 %. Jean-Luc Schaffhauser rejoint ensuite le Rassemblement bleu Marine par l'intermédiaire de Bernard Monot sans prendre pour autant sa carte au Front national.
Il est désigné par le FN pour mener la liste aux élections municipales 2014 de Strasbourg — en remplacement d'André Kornmann. Les anciens colistiers d'André Kornmann sont cependant maintenus. Jean-Luc Schaffhauser est élu conseiller municipal d'opposition et conseiller communautaire en mars 2014, la liste réunissant 10,94 % des suffrages au premier tour et 8 % au second tour.
Bien qu'élu municipal à Strasbourg, il est en troisième position sur la liste « Front national – Rassemblement Bleu Marine » en Île-de-France pour les élections européennes 2014. Il est élu député européen le 25 mai 2014. Le 1er janvier 2018, il prend la tête de la Fondation pour une Europe des nations et des libertés (FENL), dont il démissionne en mars 2018 en dénonçant une gestion financière verrouillée par un consultant proche de Marine Le Pen. Il ne brigue pas un nouveau mandat aux élections européennes de 2019.
Il se présente, en candidature indépendante, dans la deuxième circonscription des Vosges lors des élections législatives de juin 2022 en affirmant, entre autres, dans sa déclaration de candidature : « que la finance veut la guerre en Ukraine ». Il y obtient 1,03 %.

### Prises de position

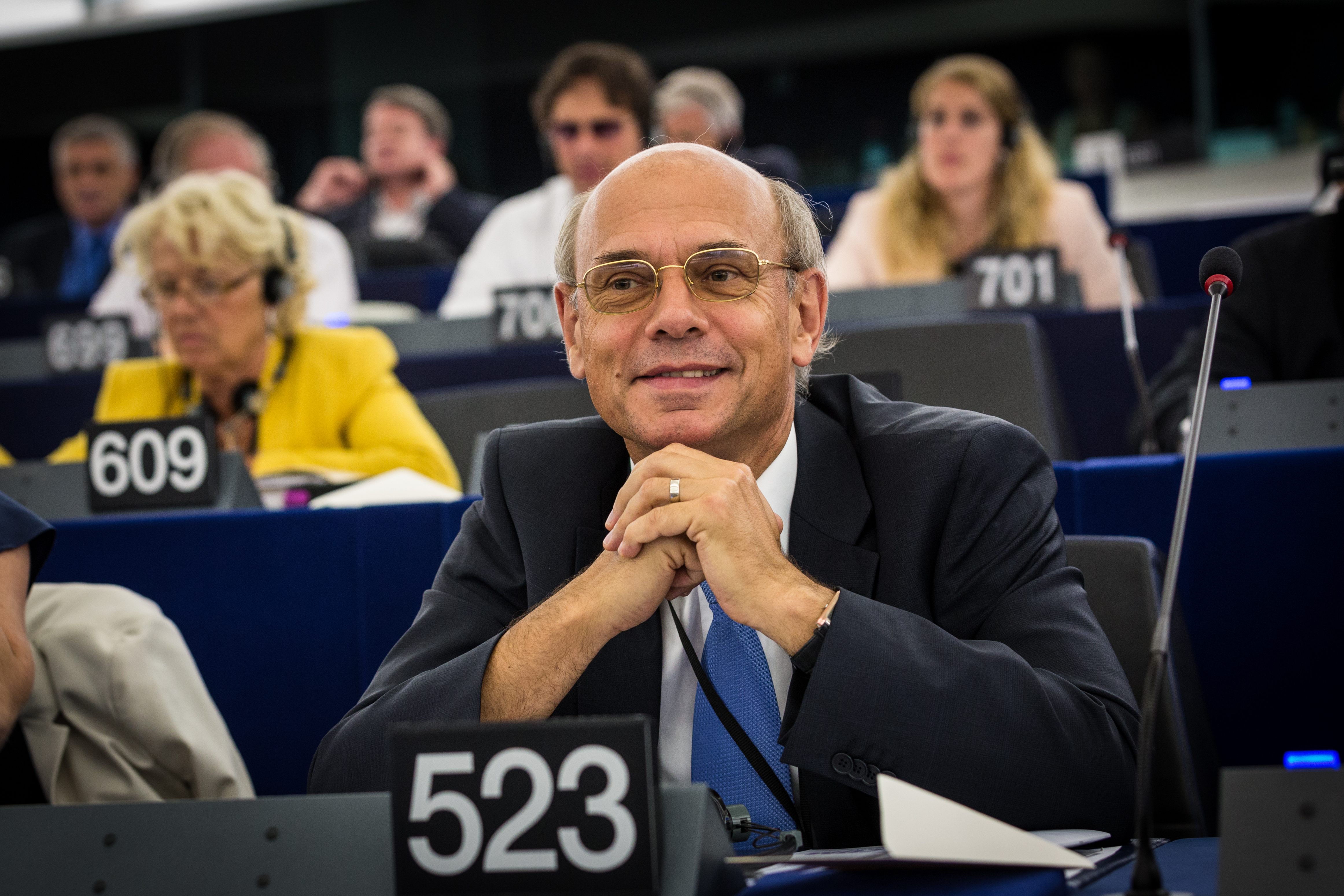
Jean-Luc Schaffhauser siégeant au Parlement européen de Strasbourg le 1er juillet 2014.

Dans son programme de 2014 pour les élections municipales de Strasbourg, Jean-Luc Schaffhauser propose entre autres de baisser les impôts locaux, de favoriser l'automobile grâce à la gratuité du stationnement urbain, de faire travailler les allocataires du RSA sur les chantiers, de supprimer les menus halal dans les cantines scolaires et de réserver les prestations sociales aux Français qui sont là depuis « longtemps ». Au Parlement européen, il rejette lors des séances de vote toute interdiction ou restriction de la culture d'OGM par les États membres, refuse la reconnaissance de l'État palestinien et s'oppose à une résolution appelant à un règlement pacifique du conflit entre Israël et la Palestine[réf. nécessaire]. Après l'élection présidentielle de 2017, il se dit « pour l’euro, il nous oblige à nous concerter et à mener des politiques communes », sans exclure un retrait de la zone euro « en cas d’échec ».

## Controverses

### Liens avec la Russie
Jean-Luc Schaffhauser a vécu en Russie et en Pologne. Il est membre du comité directeur de l'Union paneuropéenne de France et fondateur de l'association Rhin-Volga. Proche de l'Opus Dei,, il œuvre à partir de 1991 pour un rapprochement entre le Vatican, la Russie et l'Église orthodoxe ; il indique que cette initiative lui a été demandée par Rocco Buttiglione, ami de Jean-Paul II. Il affirme par ailleurs que c'est l'économiste russophile Jacques Sapir qui « [(l'a)] beaucoup aidé dans [(ses)] premiers contacts en Russie, liés au système militaro-industriel, au milieu des années 1990 ». Mediapart présente ainsi ses assistants parlementaires : « Pierre-Yves Rougeyron, président du Cercle Aristote et propagandiste pro-russe ; Nicolas de Lamberterie, ex-représentant en France d'un mouvement identitaire hongrois proche du Jobbik ; et le Polonais Marek Klukowski, membre de son Académie européenne, tournée vers la Russie ».
Il assiste en tant qu'« observateur » et « à titre personnel » aux élections organisées par les séparatistes du Donbass (Ukraine) le week-end du 1er novembre 2014 (étant passé par la Russie), en compagnie de diverses autres personnalités européennes d'extrême droite et communistes,.
D'après Abel Mestre, journaliste au Monde, il est « l'un des dirigeants de l'Académie européenne, sorte de fondation œuvrant au rapprochement avec la Russie et qui défend une Union européenne aux antipodes de l'Europe des nations voulues par Mme Le Pen ».
Il aurait perçu entre 100 000 et 450 000 euros pour avoir obtenu pour le FN un prêt avoisinant les 10 millions d'euros auprès d'une banque russe, la First Czech Russian Bank (FCRB). Cette banque est contrôlée par Roman Iakoubovitch Popov, ancien cadre bancaire de l'État russe. En juin 2024, Mediapart rapporte que le Rassemblement national, via une fondation tenue par l'eurodéputé Jean-Luc Schaffhauser, a obtenu, en marge du prêt russe au RN, plusieurs centaines de milliers d'euros en échange d'interventions au Parlement européen prenant position en faveur de la politique gouvernementale russe.
À la suite de la révélation de son rôle d'intermédiaire auprès d'une banque russe, le Parlement européen lance en décembre 2014 une vérification de sa déclaration d'intérêts, procédure qui peut mener à une enquête parlementaire et à des sanctions. Jean-Luc Schaffhauser se déclare victime d'une cabale orchestrée par le Parlement à cause de sa russophilie. Dans sa déclaration d'intérêt remaniée en décembre 2014, il indique avoir perçu plus de 10 000 € brut par mois à titre de consultant international jusqu'en juin 2014, et percevoir une indemnité mensuelle de 1 500 € en tant que conseiller municipal et communautaire mais maintient n'avoir reçu aucun versement d'une banque russe.
Dix ans plus tard, en février 2024, une enquête du Monde révèle que la DGSI surveille son projet de création d'une liste européenne avec diverses personnalités d’extrême droites pro-Poutine nommé Forum vérité et justice pour la paix. Les services du contre-espionnage s'intéressent à sa proximité avec Valery Lvitski, consul général de Russie et expulsé pour espionnage en 2018, ainsi qu'à ses liens avec Ilia Soubbotine, n°2 de l'ambassade de Russie en France, à qui il a loué une partie de sa résidence de Strasbourg. Ce projet, selon Le Monde est soutenu par « des figures prorusses proches de l’extrême droite, comme l’ancien militaire Pierre Plas, le journaliste Dimitri de Kochko ou d’ex-membres du RN comme Guillaume Pradoura ».

### Enquête du parquet national financier
Le parquet national financier (PNF) ouvre en 2020 une enquête sur les commissions perçues par Jean-Luc Schaffhauser en marge de deux prêts obtenus par le Front national auprès de banques russes en 2014 et en 2017. Il confirme avoir « travaillé pour ces deux prêts » et avoir « été rémunéré » pour cela : « J’étais consultant pour monter des opérations de ce type-là pendant 30-40 ans, j’ai continué mon travail, déclaré au Parlement, le même travail que je faisais auparavant ».

## Ouvrages
- Une âme pour l'Europe : l'esprit d'une recomposition fondamentale, avec Bernard Ibal, Éditions L'Âge d'Homme, 1993  (ISBN 9782825104293)
- La Crise financière : stop ou encore ?, Capec, 2010  (ISBN 9782953608403)
- L'Europe de Strasbourg contre l'Europe de Bruxelles : l'alliance des nations européennes, Paris, Pierre-Guillaume de Roux, 2019, 240 p. (ISBN 978-2-36371-267-7)